# Stela
 Ovo je glavno značenje pojma Stela. Za druga značenja pogledajte Stela (razdvojba).
Stela je kamena ili drvena ploča raznovrsnog oblika s ukrasima i natpisima pogrebnog ili spomeničkog karaktera. Posebice su važne stele koje je dao napraviti faraon ili neki drugi vladar (asirski, babilonski i sl.), jer su imale obavještajnu i promidžbenu ulogu ("kraljevske stele" i granične stele, velikih dimenzija).
Mezopotamska stela je ploča okomito postavljena u ulozi nadgrobnog spomenika, uvijek ukrašena reljefom koji opisuje neki događaj, ali najčešće samo kroz jednu ključnu glavnu scenu, tako se cijelo zbivanje svodi na samo jedan događaj. Jedan od najboljih primjera je "Naram-Sinova stela" iz 2300. god. pr. Kr. na kojoj Naram-Sin slavi pobjedu nad neprijateljem. To je obična kamena ploča, relativno laka, koja predstavlja kralja kao najveći lik kako se penje na planinu gazeći neprijatelje dok ga podanici slijede (Neuki Rimljani su je držali za običnu nadgrobnu ploču). Najpoznatija je Hamurabijeva stela koja na vrhu prikazuje Babilonskog kralja Hamurabija ispred akadskog boga sunca Šamaša koji sjedi okrunjen na simboličnoj planini, a niz cijelu stelu je klinastim pismom upisan prvi poznati skup zakona na svijetu (Hamurabijev zakonik).

## Nadgrobne stele s prikazom vrata u rimskoj provinciji Dalmaciji
Nadgrobne stele s prikazom vrata karakteristične su za rimsku provinciju Dalmaciju, i to za pripadnike VII. legije koja je bila stacionirana u legijskome logoru Tiluriju (Gardun kod Trilja). Točno vrijeme dolaska legije na ovo područje nije utvrđeno, no najviše se autora slaže da je to bilo negdje u vrijeme Batonova ustanka (6. – 9. g.) kada ona dolazi s područja Makedonije ili Mezije. Autori su određeniji za vrijeme odlaska legije te ga smještaju u 61. godinu kada se vojska seli u logor Viminacij u Meziji.  Nakon odlaska VII. legije iz provincije Dalmacije, radionica se, prema akademiku Nenadu Cambiju ne seli s legijom, već ostaje u Dalmaciji. Radionica se seli iz Tilurija u Burn, gdje se stele nastavljaju izrađivati za pripadnike XI. legije Claudia pia fidelis te nakon njenog odlaska za pripadnike IV. legije Flavia felix.
Na nadgrobnim se spomenicima VII. legija spominje u tri različita oblika, kao VII. legija (leg(io) VII.), VII. legija Claudia pia fidelis (leg(io) VII. C(laudia) p(ia) f(idelis)) te kao VII. legija Claudia (leg(io) VII. Cl(audia)). Naime, s ciljem obnove republike, namjesnik rimske provincije Dalmacije Lucije Aruncije Kamil Skribonijan, pozvao je 42. godine cara Klaudija da se odrekne vlasti, no VII. i XI. legija mu se nisu pridružile u pobuni te im je stoga car u znak lojalnosti dodijelio počasni naslov Claudia pia fidelis, koji od tada nalazimo na spomenicima te nam pomaže pri dataciji. Skraćeni oblik počasnog naslova leg(io) VII Cl(audia) spominje se samo na jednome spomeniku iz 3. stoljeća u vrijeme kada legija više nije boravila Dalmaciji, nego u Meziji.

#### Teorije podrijetla
Harald Hofmann u djelu „Rimski nadgrobni spomenici Podunavlja“ objavio je šest stela pripadnika VII. legije iz Tilurija i Spalata, koje je izdvojio kao tip maloazijskog grobnog pročelja. Maloazijske utjecaje Harald Hofmann vidi u motivu vrata kakav se javlja na grobnicama u Frigiji, Likiji i Kariji, ali i u motivima oružja, lava koji nasrće na bika te u muškom orijentalnom liku kojeg poistovjećuje s Atisom. Sergio Rinaldo Tufi u motivu vrata i muškoga lika vidi porta Inferi i Atisa, no smatra da je riječ o utjecajima iz Italije jer se i tamo javlja motiv porta Inferi.
Julijan Medini u djelu „Spomenici s Atisovim likom na području Sinjske krajine“ objavio je tri stele iz Tilurija na kojima također vidi porta Inferi i Atisa. Motiv vrata pronalazi i na stelama s Visa koje se tamo javljaju prije dolaska VII. legije, no na temelju stilskih svojstava ipak zaključuje kako one nisu mogle utjecati na tilurijske stele. Iako je zaključio kako su tilurijske stele tipološki sličnije italskim nego frigijskim, ne odbacuje tezu o maloazijskim utjecajima. Nenad Cambi u svojim radovima odbacuje tezu o maloazijskim utjecajima te smatra da ulogu u formiranju ovoga tipa stela imaju arhitektonski uzori i mutacija, a ne religiozne predodžbe o zagrobnom životu. U tipu stela s prikazom vrata, vidi reduciranu imitaciju pročelja sepulkralne arhitekture za one koji si nisu mogli priuštiti bogatu grobnicu, gdje vrata predstavljaju ulaz u grobnicu, a lik muškarca zarobljenog orijentalca.

#### Tipologija
Prof. dr. sc. Mirjana Sanader napravila je tipološku analizu stela pripadnika VII. legije te je pritom izdvojila dva osnovna tipa, glavni tip A i reducirani tip A, koje je dr. sc. Domagoj Tončinić proširio na daljnje podtipove.

##### Arhitektonski tipovi
Glavni tip A čine arhitektonski koncipirane stele u formi edikule ili naiska. Gornji dio završava s trokutastim zabatom unutar kojeg je timpan s prikazima meduze, rozete, maske ili divljih životinja u borbi. Zabat je flankiran akroterijima s postamentima i listovima palmeta, a ispod njega je friz ukrašen vegetabilnim ukrasima ili stiliziranim oružjem. Arhitravna greda počiva na tordiranim stupovima s korintskim kapitelima i bazama, između kojih je natpisno polje ili poprsje pokojnika. Donji dio može biti neukrašen, ili češće s prikazom vrata podijeljenih u četiri polja unutar kojih se javljaju različiti motivi.
U Arhitektonski tip A1 uvršteno je dvanaest stela čiji gornji dio čini arhitektonska kompozicija edikule ili naiska unutar koje je natpisno polje, dok su u donjem dijelu najčešće prikazana vrata, makar se javljaju i drugi dekorativni elementi. Ovaj se tip može podijeliti na dva podtipa.
Arhitektonski tip A1a čine stele čiji gornji dio završava trokutastim zabatom unutar kojeg je timpan najčešće ukrašen reljefnim prikazom meduze Gorgone, a javlja se i prikaz životinja u borbi i ženske glave. Zabat je flankiran akroterijima u obliku trokutastih postamenata na kojima počiva palmeta. Na jednoj steli akroteriji su u obliku životinja u zgrčenom položaju, a na nekim stelama akroteriji nisu sačuvani. Na svim stelama ovoga tipa friz je ukrašen reljefima oružja. Arhitravna greda počiva na tordiranim stupovima s korintskim kapitelima i bazama, između kojih je natpisno polje. U donjem dijelu prikazana su dvokrilna vrata podijeljena u četiri polja, gornja niža od donjih. Sva su polja uokvirena profilacijom, a prikazi su oblikovani u plitkom reljefu. U gornjim poljima to su najčešće alke za kucanje u obliku lavljih glava, a javljaju se i alke koje vise na listu. Donja su polja ukrašena reljefnim prikazom drški za otvaranje i zatvaranje vrata, koja se javljaju i u dekorativnom vegetabilnom obliku. Primjer je stela Tita Anherena iz Garduna, danas smještena u Arheološkom muzeju u Splitu.
Arhitektonski tip A1b čine dvije stele – Lucija Mumija i Lucija Kornelija. Gornji dio stela oblikovan je u obliku edikule ili naiska, dok donji dio nije ukrašen motivom vrata. Na steli Lucija Kornelija u donjem dijelu prikazana je dolabra, a na steli Lucija Mumija donji dio podijeljen je u tri vodoravna polja od kojih su gornji i donji neukrašeni, a središnji je ukrašen reljefom vojnih oblikovanja.
Arhitektonski tip A2 čine stele čiji je gornji dio oblikovan u obliku edikule ili naiska, unutar kojeg je smješteno natpisno polje s likom pokojnika iznad njega. U donjem dijelu prikazan je motiv dvokrilnih vrata podijeljenih u četiri polja. Gornja polja ukrašena su alkama za kucanje u obliku lavljih glava, a donja reljefnim prikazima zarobljenih orijentalaca. U ovaj tip stela uvrštena je stela Gaja Longina kao jedini primjerak.
Arhitektonskom tipu A3 pripisuju se dvije sačuvane stele, dva crteža izgubljenih stela te tri djelomično sačuvane stele. Gornji dio stela oblikovan je u obliku edikule ili naiska unutar kojeg je smješten reljefni prikaz pokojnika. Ispod edikule ili naiska najčešće je smješteno natpisno polje uokvireno profilacijom. Između edikule i natpisnog polja moguć je još jedan likovni prikaz. Donji dio stela ispod natpisnog polja može biti ukrašen motivom vrata ili bez ukrasa.  Ovaj se tip može podijeliti na tri podtipa.
Arhitektonski tip A3a čine stele čiji je gornji dio oblikovan u obliku edikule ili naiska s likom pokojnika unutar, a natpisnim poljem ispod edikule. U donjem dijelu prikazan je motiv dvokrilnih vrata podijeljenih u četiri polja. Primjer je stela Kvinta Metija Valenta. Stela završava trokutastim zabatom s akroterijima na vrhu i sa strane, koji su oblikovani u obliku životinja u zgrčenom položaju. Friz položen na dvostrukoj arhitravnoj gredi ukrašen je reljefima oružja, a unutar zabatnog polja prikazana je ženska glava. Ispod natpisnog polja oblikovana su dvokrilna vrata koja su podijeljena u četiri polja. Gornja su polja ukrašena alkama koje vise na listu, a donja reljefnim prikazima drške za otvaranje i zatvaranje vrata.
Arhitektonski tip A3b čine stele čiji je gornji dio oblikovan u obliku edikule ili naiska s likom pokojnika unutar, s još jednim likovnim prikazom ispod edikule. Natpisno polje smješteno je na dnu stele. Nije sačuvana niti jedna stela ovoga tipa, ali se ovome tipu može pripisati crtež stele Marka Antonija Celera s prikazom konjanika u donjem dijelu.
Arhitektonski tip A3c čine stele čiji je gornji dio oblikovan u obliku edikule ili naiska s likom pokojnika unutar, a natpisnim poljem ispod edikule. Donji dio stele je neukrašen. Ovome se tipu pripisuje stela Gaja Licinija.

##### Reducirani tipovi
Prof. dr. sc. Mirjana Sanader izdvojila je stele s reduciranim arhitektonskim ukrasima u odnosu na arhitektonski tip, a dr. sc. Domagoj Tončinić napravio je daljnju podjelu stela ovoga tipa te ih je podijelio na tri podtipa – reducirani tip a, reducirani tip b i reducirani tip c.
Reduciranome tipu stela često nedostaje plastična obrada zabata, akroterija, friza ili arhitravne grede. U ovaj tip spadaju i stele s potpuno izrađenim zabatom, frizom i arhitravom, ali bez bočno tordiranih stupova.
Reducirani tip a čine stele čija je edikula ili naisk nepotpuna, a u donjem dijelu je oblikovan prikaz vrata. Primjer su stele Kvinta Bebija i Gaja Julija.
Reducirani tip b čine stele čija je edikula ili naisk nepotpuna, a u donjem dijelu nije oblikovan prikaz vrata, već neki drugi prikaz. Primjer je stela Kvinta Marcija čiji je donji dio ukrašen prikazom dolabre.
Reducirani tip c čine stele čija je edikula ili naisk nepotpuna, a u donjem dijelu nisu ukrašene nikakvim motivima. Primjer su stele Kvinta Murija i Lucija Trebonija Valenta.

## Galerija
- Stela Tita Anherena iz Garduna, primjer nadgrobne stele s prikazom vrata u rimskoj provinciji Dalmaciji
- Stela Lucija Kornelija iz Garduna, primjer nadgrobne stele s prikazom vrata u rimskoj provinciji Dalmaciji
- Stela Gaja Longina iz Garduna, primjer nadgrobne stele s prikazom vrata u rimskoj provinciji Dalmaciji
- Stela Lucija Mumija iz Trilja, primjer nadgrobne stele s prikazom vrata u rimskoj provinciji Dalmaciji
- Stela Gaja Julija iz Trilja, primjer nadgrobne stele s prikazom vrata u rimskoj provinciji Dalmaciji
- Stela Lucija Trebonija Valenta iz Solina, primjer nadgrobne stele s prikazom vrata u rimskoj provinciji Dalmaciji
- Stela Stela Kvinta Metija Valenta iz Solina, primjer nadgrobne stele s prikazom vrata u rimskoj provinciji Dalmaciji

## Vanjske poveznice
- Orali njivu, izorali nadgrobnu stelu iz 2 st. nakon Krista, Dnevnik.hr., 19. travnja 2012.
- Cambi, Nenad. Nadgrobna stela s Drvenika, Grabule Croatia  Arhivirana inačica izvorne stranice od 12. listopada 2013. (Wayback Machine)
- Arheološki muzej u Zagrebu, Antički odjel  Arhivirana inačica izvorne stranice od 12. listopada 2013. (Wayback Machine)